# Правительственная хунта Чили (1973—1990)

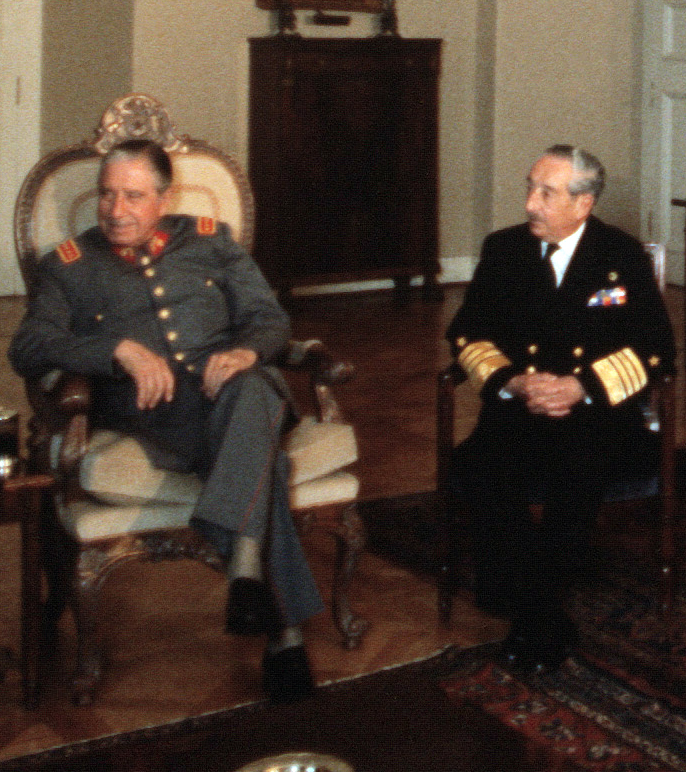
Аугусто Пиночет и адмирал Хосе Торибио Мерино

Правительственная хунта Чили (исп. Junta de Gobierno de Chile, дословно Правительственное собрание), более известна как Военная хунта — высший орган государственной власти Чили в период военной диктатуры 11 сентября 1973 — 11 марта 1990 года. 
С 11 сентября 1973 по 17 декабря 1974 года соединяла все ветви власти, с 17 декабря 1974 по 11 марта 1990 года являлась законодательным органом. Проводила политику жёсткого антикоммунизма, национал-консерватизма и экономического неолиберализма. Сыграла значительную роль в развитии Чили последней четверти XX века и в глобальном противостоянии социальных систем. Период правления хунты более всего характеризуется репрессивной политикой и масштабными экономическими преобразованиями («чилийское чудо»).
Де-факто бессменным руководителем хунты являлся генерал Аугусто Пиночет Угарте, формально в 1981—1990 годах председательствовал адмирал Хосе Торибио Мерино.

## Декларированные задачи
Хунта пришла к власти в результате военного переворота 11 сентября 1973. Свержение законного правительства мотивировалось необходимостью покончить с нарастанием хаоса, предотвратить гражданскую войну, захват власти коммунистами и советизацию страны по кубинскому образцу.

Наша родина восстала против международного коммунизма и нанесла ему самое сокрушительное поражение за последние тридцать лет.

Декларация Правительственной Хунты Чили, 1974

Переворот был совершён насильственными методами и сопровождался кровопролитием. Уже 11 сентября был издан декрет, приостанавливавший действие конституции, распускавший конгресс, запрещавший партии Народного единства. Вводился режим военного правления на неопределённый срок. В то же время Декларация хунты 1974 года формулировала национальные задачи: противостояние коммунистической опасности и ускорение социально-экономического развития Чили.

## Персональный состав
11 сентября 1973 года в Правительственную хунту Чили вошли:
- генерал Аугусто Пиночет Угарте, главнокомандующий чилийской армией
- адмирал Хосе Торибио Мерино, главнокомандующий Военно-морскими силами Чили
- генерал Густаво Ли Гусман, главнокомандующий Военно-воздушными силами Чили
- генерал Сесар Мендоса Дуран, командующий корпусом карабинеров Чили

Первое персональное изменение произошло в июле 1978 года: генерал Ли, вступивший в конфликт с Пиночетом, был выведен из состава хунты, отстранён от командования ВВС и заменён генералом Фернандо Маттеи.
11 марта 1981 года президент Пиночет формально вышел из состава хунты. Председательство перешло к адмиралу Мерино. Место Пиночета как представителя сухопутных войск занял генерал Рауль Бенавидес.
В августе 1985 года скандал вокруг убийства трёх коммунистов привёл к отставке генерала Мендосы. Пост командующего корпусом карабинеров и место в хунте занял генерал Родольфо Станхе.
В декабре того же года генерал Бенавидес вышел в отставку по возрасту. Новым представителем сухопутных сил в Правительственной хунте стал генерал Хулио Канесса Роберт.
В начале 1987 года генерала Канессу Роберта сменил генерал Умберто Гордон. В ноябре 1988 года представителем армии в хунте стал генерал Сантьяго Синклер Ойанедер. С 2 января по 11 марта 1990 года эту функцию исполнял генерал Хорхе Лукар.
Адмирал Мерино оставался в составе хунты до 8 марта 1990 года. Последние три дня чилийский флот представлял в хунте адмирал Хорхе Мартинес Буш.
Бесспорным главой хунты являлся Аугусто Пиночет — и до, и после 11 марта 1981 года. Вторым по влиянию был адмирал Мерино, куратор экономической политики режима. Другие члены хунты либо полностью шли в фарватере Пиночета (генерал Бенавидес и другие), либо мало интересовались концептуальными вопросами, сосредоточившись на своих профессиональных сферах (генералы Мендоса, Маттеи, Станхе, Канесса Роберт).
Единственным членом хунты, претендовавшим на самостоятельность, был генерал Ли. Его неофашистские взгляды противоречили экономическому неолиберализму Пиночета. Ли выступал также против единоличного правления и настаивал на уточнении сроков возврата к гражданскому правлению. Конфликт закончился смещением Ли со всех постов и устранением из политики.
На момент упразднения хунты 11 марта 1990 года её членами являлись:
- Хорхе Лукар Фигероа — от сухопутных войск;
- Хосе Мартинес Буш — от флота;
- Фернадо Маттеи от авиации;
- Родольфо Станхе — от карабинеров.

ни один из них не состоял в хунте 11 сентября 1973 года.
Аугусто Пиночет являлся на тот момент президентом Чили и главнокомандующим чилийскими вооружёнными силами.
Генералы Пиночет (до 1998), Маттеи (до 1991) и Станхе (до 1995) сохранили военные посты после упразднения хунты и возврата Чили к демократическим порядкам.

### Таблица
| Вид войск  | Звание | Имя                   | Портрет | Вступил в должность | Ушел в отставку    |
| ---------- | ------ | --------------------- | ------- | ------------------- | ------------------ |
| Армия      |        | Аугусто Пиночет       |         | 11 сентября 1973 г. | 11 марта 1981 г.   |
| Армия      |        | Сесар Рауль Бенавидес |         | 11 марта 1981 г.    | 2 декабря 1985 г.  |
| Армия      |        | Хулио Канесса Роберт  |         | 2 декабря 1985 г.   | 31 декабря 1986 г. |
| Армия      |        | Умберто Гордон        |         | 31 декабря 1986 г.  | 29 ноября 1988 г.  |
| Армия      |        | Сантьяго Синклер      |         | 29 ноября 1988 г.   | 2 января 1990 г.   |
| Армия      |        | Хорхе Лукар           |         | 2 января 1990 г.    | 11 марта 1990 г.   |
| ВМС        |        | Хосе Торибио Мерино   |         | 11 сентября 1973 г. | 8 марта 1990 г.    |
| ВМС        |        | Хорхе Мартинес Буш    |         | 8 марта 1990 г.     | 11 марта 1990 г.   |
| ВВС        |        | Густаво Ли            |         | 11 сентября 1973 г. | 24 июля 1978 г.    |
| ВВС        |        | Фернандо Маттеи       |         | 24 июля 1978 г.     | 11 марта 1990 г.   |
| Карабинеры |        | Сесар Мендоса         |         | 11 сентября 1973 г. | 2 августа 1985 г.  |
| Карабинеры |        | Родольфо Станхе       |         | 2 августа 1985 г.   | 11 марта 1990 г.   |

## Структура и функционирование
Первоначально в хунте предполагалось коллегиальное управление и поочерёдное председательство. Однако генерал Пиночет — формально на правах представителя крупнейшего и старейшего рода войск — быстро установил единоличный контроль. Это стало одной из причин конфликта Пиночета с Ли.
В июне 1974 года Пиночет как фактический глава хунты принял титул Jefe Supremo de la Nación — Верховный лидер нации. 17 декабря 1974 года он был объявлен президентом Чили (что вызвало резкую критику Ли и даже недовольство Мерино). После референдума 1980 года Пиночет утвердился на посту главы государства. 11 марта 1981 года он формально покинул состав военной хунты, передав председательство адмиралу Мерино.
До конца 1974 года Правительственная хунта соединяла все ветви власти, а также военное командование. После перехода Пиночета на президентский пост функции хунты постепенно свелись к законодательным. В отсутствие парламента законами становились декреты хунты.
Исполнительная власть сосредоточилась в руках президента и руководимого им кабинета министров. Министры внутренних дел и обороны формально не входили в хунту, но участвовали в определении государственной политики. Это прежде всего касалось генералов Оскара Бонильи (1973—1975), Эрмана Бради (1975—1978), Рауля Бенавидеса (1974—1981), Карлоса Форестера (1980—1981) и Вашингтона Карраско (1981—1982). Большим влиянием на политику хунты пользовался также гражданский министр Серхио Фернандес (1978—1982 и 1987—1988).
Особое место в системе власти занимала политическая спецслужба: в 1974—1977 Национальное разведывательное управление (ДИНА), в 1977—1990 Национальный центр информации (СЕНИ). При этом директор ДИНА Мануэль Контрерас, его преемники в СЕНИ Одланьер Мена, Умберто Гордон, Уго Салас Венцель, Умберто Лейва, Густаво Абарсуа по должности не являлись членами хунты; Гордон вошёл в состав после ухода с директорской должности.
Покровительство Пиночета и Мерино усиливало позиции «экономического блока» правительства — группы либеральных технократов, определявших экономический курс Чили, при том что их политика далеко не всегда пользовалась поддержкой консервативно (иногда профашистски) настроенных военных.

## Политика хунты
Государственный строй Чили в 1973—1990 годах представлял собой жёсткую военно-авторитарную диктатуру. Некоторое смягчение режима отмечалось лишь с середины 1980-х годов.
Была отстроена жёсткая вертикаль власти, опиравшаяся на систему армейского подчинения, замкнутая на правительственную хунту и лично Аугусто Пиночета. Гражданская администрация была поставлена под контроль армейского командования, представительные органы устранены, оппозиция подавлена репрессиями. Прежде всего это относилось к коммунистам, социалистам и леворадикалам, но распространялось также на либералов и центристов. С 1974 года была приостановлена деятельность Христианско-демократической партии и даже Национальной партии, полностью поддерживавшей режим. Ультраправая организация «Родина и свобода» (PyL), сыгравшая важную роль в дестабилизации и свержении левого правительства, была распущена уже 13 сентября 1973 года. Лидер PyL Пабло Родригес стал советником Пиночета, но Роберто Тиеме вынужден был эмигрировать, а Мануэль Фуэнтес Вендлинг поначалу был даже арестован.
Предполагается, что за период правления чилийской хунты по политическим мотивам были убиты либо пропали без вести более 3 тысяч человек. 28 тысяч (по другим данным, около 40 тысяч) прошли через аресты и тюремное заключение, многие подверглись пыткам.

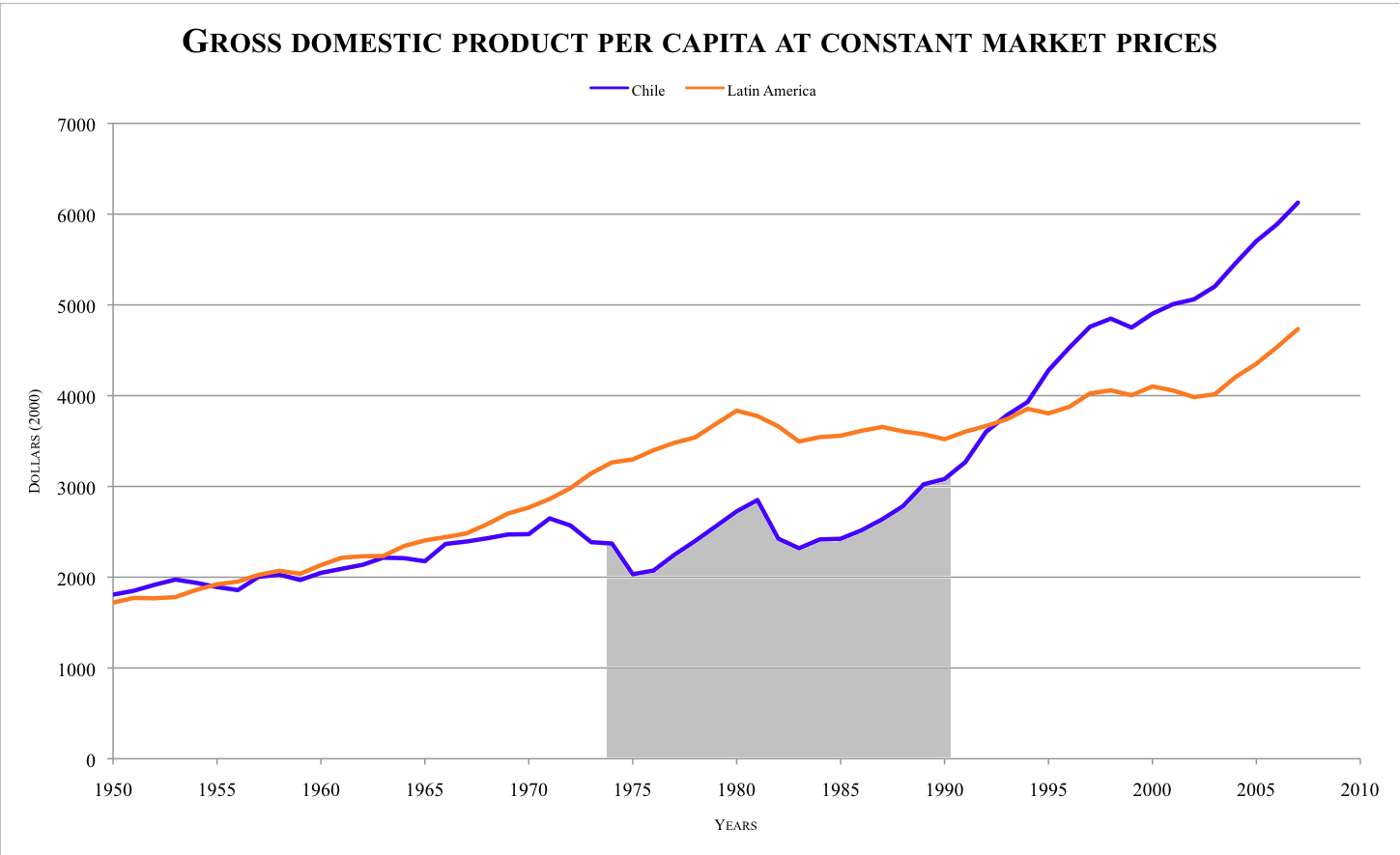
Экономические достижения Пиночета: ВВП Чили (синий) в сравнении с Лат. Америкой в целом (оранжевый), 1950—2008 г. Серым выделен период его президентства

Экономическая политика хунты основывалась на последовательном неолиберализме: приватизации, либерализации цен, стимулировании инвестиций, привлечении иностранного капитала. Некоторые меры — прежде всего приватизация пенсионной системы — носили беспрецедентный характер. Это способствовало экономическому росту (появилось выражение «чилийское чудо»).
Идеология и культура времён хунты базировались на ультраправом консерватизме с элементами фашизма и чилийском национализме. Центральное место в пропаганде занимал антикоммунизм, видная роль отводилась также антилиберализму. В общественной жизни и культуре всемерно культивировались католические и патриотические ценности.

Есть только две вещи, которые я отказываюсь обсуждать с нацией. Это католические ценности и священное право частной собственности.

Аугусто Пиночет

Насаждался также антиинтеллектуализм, поскольку интеллигенция, особенно творческая, считалась склонной к марксизму. Активно переиздавались «Доктрина фашизма» и «Протоколы сионских мудрецов», осуществлялось сотрудничество с бывшим штандартенфюрером СС Вальтером Рауффом и бывшим капитаном военно-морских сил Республики Сало князем Валерио Боргезе.
На международной арене Чили выступала в качестве антикоммунистического бастиона. Хунта участвовала в проектах создания «правого интернационала», альянса правых латиноамериканских режимов, рассматривала план участия в САТО. Особо дружественные отношения поддерживались с парагвайским стронистским режимом Альфредо Стресснера. Однако реализовать этот проект не удавалось из-за непростых отношений Чили с Боливией и крайне напряжённых с Аргентиной, балансировавших на грани военного конфликта по причине территориальных споров.
Отношения Чили с США были в целом неровными и временами весьма прохладными. Наибольшая напряжённость между Сантьяго и Вашингтоном пришлась на период администрации Джимми Картера с его кампанией защиты прав человека. В то же время чилийские спецслужбы активно взаимодействовали с ЦРУ и соответствующими органами родственных латиноамериканских режимов в рамках операции «Кондор».
Лучше складывались отношения с Великобританией при правлении Маргарет Тэтчер. Тесные связи установились между хунтой и режимом апартеида в ЮАР. Взаимовыгодное сотрудничество — на условиях «невмешательства во внутренние дела друг друга» поддерживалось Пиночетом с КНР при Дэн Сяопине.
Хунта поддерживала связи с Румынией при Николае Чаушеску.